# (18954) Sarahbounds
(18954) Sarahbounds (2000 QT119) – planetoida z pasa głównego asteroid okrążająca Słońce w ciągu 3,35 lat w średniej odległości 2,24 j.a. Odkryta 25 sierpnia 2000 roku.